# David Michiels
David Michiels (29 juli 1975) is een Vlaams acteur.
Hij acteerde in verschillende Vlaamse series zoals Verschoten & Zoon en Zone Stad.
Van 2006 tot en met 2009 en van 2016 tot en met 2017 vertolkte Michiels de rol van schilder Wim Veugelen in de soap Familie.
Michiels speelde daarnaast mee in tal van theater- en musicalvoorstellingen; onder andere Peter Pan, De Drie Biggetjes en The Hired Man. Hij leende zijn stem bij de nasynchronisatie van Madagascar (2005) en Wallace & Gromit in the Curse of the Were-Rabbit.
Michiels heeft vier kinderen, twee zonen en twee dochters.